# مدرسه هنر گلاسگو
مدرسه هنر گلاسکو (به انگلیسی: Glasgow School of Art) یک مدرسه هنری آموزش عالی است که در گلاسکو، اسکاتلند مستقر است و مدارک کارشناسی، جوایز تحصیلات تکمیلی (هر دو با تدریس و پژوهش) و دکترا در معماری، هنرهای زیبا و طراحی ارائه می‌دهد.
این دانشکده ساختمان‌های زیادی دارد که در مرکز گلاسگو قرار دارند و معروف‌ترین آن‌ها ساختمان طراحی مکینتاش است که در ۱۸۹۶ تا ۱۹۰۹ میلادی ساخته شد. در سال ۲۰۱۴ میلادی بخشی از این ساختمان در آتش سوخت و در سال ۲۰۱۸ میلادی دوباره آتش گرفت و امروز تنها پوستهٔ بیرونی آن سالم باقی مانده‌ است.
در سال ۲۰۱۹ میلادی توانست رتبهٔ ۸ام را در میان مدرسه‌های هنر و طراحی جهان به‌دست آورد.